# Stawiguda (osada leśna)
Stawiguda – osada leśna (leśniczówka) położona w województwie warmińsko-mazurskim, w powiecie olsztyńskim, w gminie Stawiguda, na terenie Pojezierza Olsztyńskiego.
W latach 1975–1998 miejscowość należała administracyjnie do województwa olsztyńskiego.